# Paralcis sinearia
Paralcis sinearia là một loài bướm đêm trong họ Geometridae.